# Ко (гора)
Ко — горная вершина в Приамурье, на территории Хабаровского края России. Это самый южный двухтысячник России, расположенный к востоку от Урала.
Второй по высоте пик в горной системе Сихотэ-Алинь, высота — 2003,7 метра над уровнем моря. Он расположен в юго-восточной части Хабаровского края к северу от границы Приморского края. С горы Ко берёт начало правый приток Катэна — река Ко.
Гора удалена от населённых пунктов. Покорение вершины Ко популярно среди туристов, посещающих тайгу южной части Хабаровского края.
- Панорама вершины горы Ко с вершины горы Столовой
- Панорама вершины горы Столовой со склона горы Ко